# Departamento de Norte de Santander
Koordinaten: 8° 0′ N, 72° 54′ W
Das Departamento de Norte de Santander ist ein Departamento im Nordosten Kolumbiens, dessen Hauptstadt Cúcuta ist. Es grenzt im Norden und Osten an Venezuela, im Süden an das Departamento de Boyacá und im Westen an das Departamento de Santander und das Departamento del Cesar.
Die Viehzucht und die Landwirtschaft sind die wichtigsten Wirtschaftsfaktoren des Departamentos. Es werden Kaffee, Tabak, Yuca, Bananen und Kakao angebaut.
Das Departamento hat ausgedehnte Erdöl- und Kohlelagerstätten. Es lebt weiterhin vom Grenzverkehr mit Venezuela.
Der Nationalpark Tamá und das Gebiet Los Estoraques sind von großer touristischer Bedeutung.

## Administrative Unterteilung
Die 40 Gemeinden von Norte de Santander stehen in der Liste der Municipios im Departamento de Norte de Santander.